# Geología de Paraguay

Ubicación aproximada de los cratones en el Mesoproterozoico (más de 1.3 Ga) en Sudamérica y África

Paraguay se encuentra geológicamente en la zona limítrofe de varios cratones. Debido a la espesa cubierta de sedimentos cenozoicos y al desarrollo de regolitos, hay pocos afloramientos disponibles en Paraguay. Al oriente del río Paraguay afloran basamentos cristalinos precámbricos y paleozoicos tempranos principalmente en las alturas de Caapucú y Apa. Los procesos geológicos que han dado forma al lecho rocoso y las cuencas sedimentarias de Paraguay son diversos, incluido el rifting, la sedimentación marina, el metamorfismo, la erupción de basaltos de inundación y el vulcanismo potásico alcalino.

## Basamento presilúrico

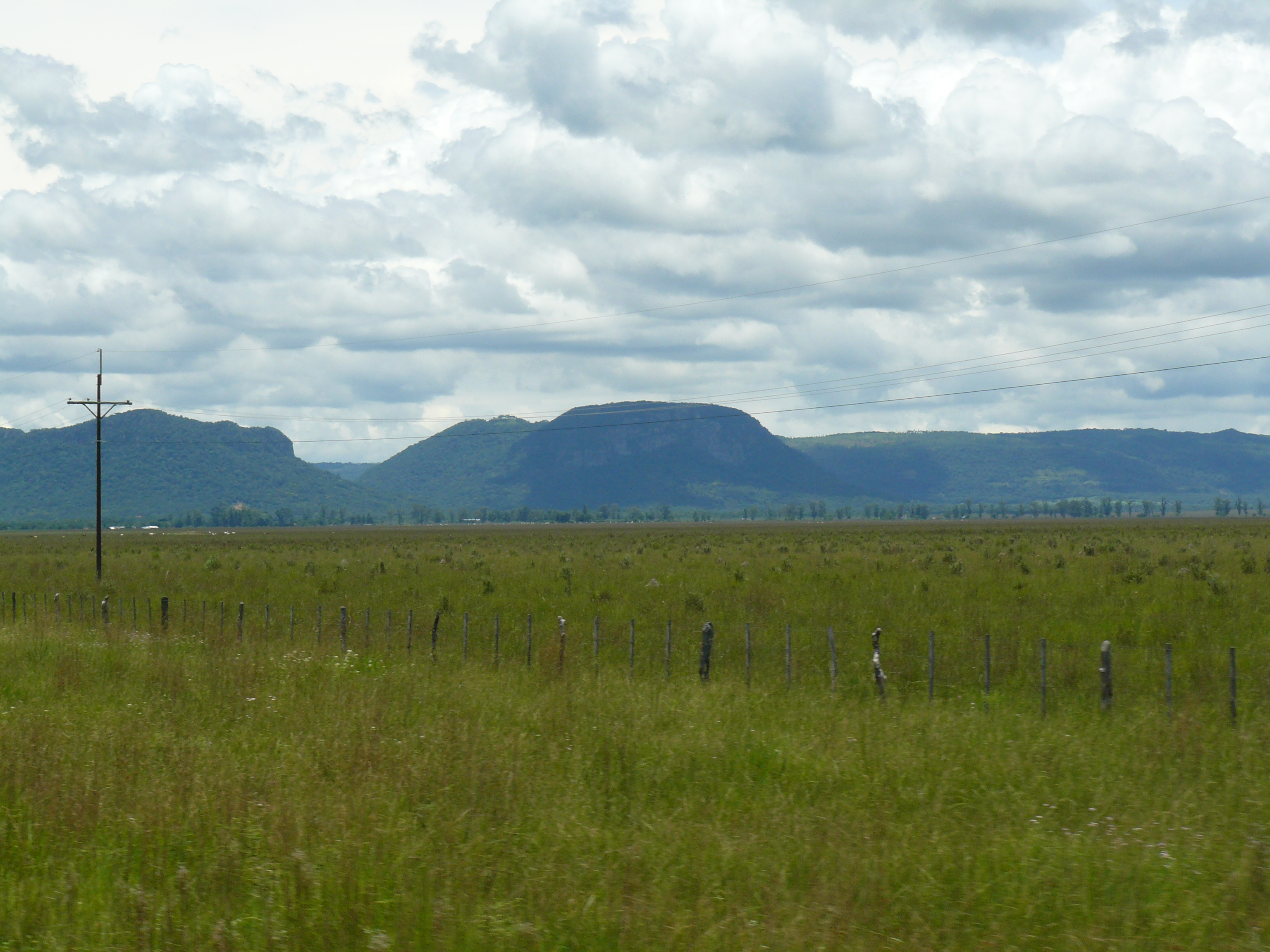
Las serranías de Paraguarí en el Departamento de Paraguarí están hechas de arenisca silúrica de la formación Misiones e intrusivos alcalinos del Cretácico Inferior.

### Alto Caapucú
El Alto Caapucú (antes llamado Precámbrico Sur y Saliente del Pilar) es el afloramiento más al noroeste del cratón del Río de la Plata. Las rocas que se encuentran en el Alto Caapucú incluyen rocas graníticas porfiríticas, ortogneis, paragneis, anfibolitas, migmatitas, esquistos de talco y diques de riolita. Durante la orogenia brasiliana (hace 576-480 Ma) la zona de altura de Caapucú sufrió un gran evento magmático.

### Alto Apa
Las formaciones en el Alto Apa incluyen piedra caliza metamorfoseada de la edad véndica y granitos, metasedimentos, gneises máficos e intrusiones granitoide-pegmatíticas del Proterozoico tardío. El Alto Apa se suele considerar como el afloramiento más al sur del escudo central brasileño (también llamado escudo Guaporé) que a veces se considera que forma un único escudo (o al menos cratón) con el escudo guayanés llamado escudo amazónico.

## Cuencas sedimentarias

### Cuenca del Paraná
La cuenca del Paraná es una gran cuenca sedimentaria situada en la región centro-oriental de América del Sur. Aproximadamente el 75% de su distribución regional ocurre en Brasil, desde los estados de Mato Grosso hasta Río Grande del Sur. El resto del área se distribuye en el este de Paraguay, el nordeste de Argentina y el norte de Uruguay. La forma de la depresión es elíptica y cubre un área de aproximadamente 1 500 000 km² (579 150,6 mi²)  , de los cuales 110.000 km 2 se encuentran en Paraguay. La cuenca se desarrolló durante el Paleozoico y el Mesozoico con un registro sedimentario que comprende rocas desde el Ordovícico hasta el Cretácico, abarcando así un intervalo de tiempo de entre 460 y 66 millones de años. El espesor máximo del relleno alcanza los 7.000 m en su zona central y está compuesto por rocas sedimentarias e ígneas.
La cuenca del Paraná es una cuenca de flexión intracrática típica, aunque durante el Paleozoico era un golfo que se abría hacia el suroeste. La génesis de la cuenca está relacionada con la convergencia entre el antiguo supercontinente de Gondwana y la corteza oceánica del antiguo océano Panthalassa. La cuenca formó, al menos durante la orogénesis paleozoica de los Gondwanides, una cuenca de antepaís.
El río Paraná, que forma el límite oriental de Paraguay, fluye a lo largo del eje central de la cuenca del Paraná y drena la cuenca moderna.

### Cuenca del Chaco
La región del Chaco que constituye la mitad noroeste (~ 60%) de Paraguay es una moderna cuenca de antepaís que se extiende hacia Argentina y Bolivia, donde limita con el frente de empuje andino . Superficialmente, la cuenca del Chaco es una cuenca aluvial compuesta de material derivado de la tierra (en contraste con los sedimentos marinos), principalmente arena fina y arcillas de edad Paleógena, Neógena y Cuaternaria. En niveles más profundos, el Chaco paraguayo está compuesto por cuatro subcuencas, las cuencas de Pirizal, Pilar, Carandaity y Curupaity.
Carandaity y Curupaity en el noroeste se componen principalmente de sedimentos paleozoicos.
La cuenca Pirizal (también llamada Pirity) está formada principalmente por sedimentos más jóvenes y del Cretácico tardío. La cuenca del Pilar se ubica principalmente en el Departamento de Presidente Hayes y limita con la cuenca del Paraná a través del río Paraguay por el este, geológicamente las cuencas están separadas por el anticlinal de Asunción que sigue aproximadamente el trazado del Río Paraguay.

## Provincias volcánicas

### Alto Paraguay
En el departamento de Alto Paraguay, antiguas rocas volcánicas alcalinas de 240 Ma subyacen a sedimentos más jóvenes. En la década de 1970, estas rocas se estudiaron por su potencial para albergar valiosos minerales de fosfato y uranio.

### Provincia ígnea de Paraná
En una franja a lo largo del río Paraná, basaltos toleíticos pertenecientes a los traps de Paraná y Etendeka constituye la mayor parte del lecho de roca y sedimentos se superpone anteriores de la cuenca del Paraná. Estos entraron en erupción en el Cretácico Temprano en asociación con la apertura inicial del Atlántico Sur. El vulcanismo del Cretácico también creó afloramientos menores de materiales volcánicos alcalinos potásicos en una estructura de graben desarrollada entre Asunción y Villarrica y en el departamento de Amambay. El vulcanismo cretáceo también dejó pequeñas unidades de rocas alcalinas sódicas en el departamento de Misiones en el sur de Paraguay.